# 2024年の経済
2024年の経済（2024ねんのけいざい）では、2024年の経済分野に関する出来事・予定について記述する。
2023年の経済 - 2024年の経済 - 2025年の経済

## 出来事

### 1月
- 1日 -  イスラエルの中央銀行は政策金利を0.25%引き上げ4.5%とした[1]。
- 2日
  -  ベトナム統計総局は12月の物価(CPI)が前年比3.58%増と発表した。コアインフレ率は2.98%増。2023年のCPIは3.25％増[2]。
  -  アメリカ合衆国株式市場のダウ平均株価は過去最高の3万7715.04ドルで終えた[3]。
- 3日
  -  ドイツの連邦雇用庁は12月の失業率が5.9％と発表した。前月は5.8％[4]。
  -  ベトナムの統計総局は10−12月の失業率が2.26％と発表した。前期は2.30%。2023年では2.28%[5]。
  -  トルコ統計局は12月の物価(CPI)が前年比64.77%増と発表した。先月は61.98%増[6]。
- 4日
  -  トルコリラは対ドルで過去最安値29.75リラで終えた[7]。
  -  韓国の中央銀行は12月末の外貨準備高が4201.5億ドルと発表した[8]。
- 5日
  -  アメリカ合衆国の労働省は12月の失業率がの3.7%と発表した。前月も3.7%。非農業部門雇用者数は前月比21.6万人増[9]。
  -  カナダの12月の失業率がの5.8%と報道された。前月も5.8%[10]。
  -  タイ商務省は12月の物価(CPI)が前年比0.83%減と発表した。コアCPIは0.58%増[11]。
  - 欧州連合は12月のユーロ圏の物価(消費者物価指数)(速報値)が前年比2.9%増と発表した。食品やエネルギーを除くと3.4%増[12]。
  -  中国のシャドーバンク大手、中植企業集団(zh:中植企業集團)が破産申請を行った。債務は最大4600億元(9.3兆円)[13]。
- 7日 -  中国の中央銀行は12月末の外貨準備高が3.238兆ドルと発表した。金準備は7187万トロイオンス[14]。
- 10日
  -  韓国の統計庁は2023年の失業率が2.7%と発表した。前年は2.9%。就業率は過去最高(統計開始1963年)[15]。
  -  マレーシア統計局は11月の失業率(速報値)が3.3%と発表した。前月は3.4%[16]。
  - 欧州連合統計局は11月のユーロ圏失業率が6.4%と発表した。前月は6.5%[17]。
  -  日本の厚生労働省は11月の実質賃金が前年比3%減と発表した。20か月連続のマイナス[18]。
- 11日
  -  アメリカ合衆国労働省は12月の物価(CPI)が前年比3.4%増と発表した。エネルギーと食品を除くと3.9%増[19]。
  -  日本の中央銀行は12月末の外貨準備高が1兆2275.76億ドルと発表した[20]。
  -  ペルーの中央銀行は政策金利を0.25%引き下げ6.5%とした[21]。
- 12日
  -  日本の財務省は11月の経常収支(速報)が1兆9256億円の黒字と発表した。11月としては過去最大。第1次所得収支は2兆8949億円の黒字[22]。
  -  中国国家統計局は12月の物価(CPI)が前年比0.3%減と発表した[23]。
  -  トルコリラは対ドルで一時過去最安値30.34リラとなった[24]。
  -  インド政府は12月の物価(CPI)が前年比5.69%増と発表した。先月は5.55%増[25]。
  -  中国国家統計局は12月の物価(CPI)が前年比0.3%減と発表した。2023年の通年では0.2%増[26]。
- 15日 - QUICK資産運用研究所は2023年末の 日本の投信残高が過去最高の196兆9069億円と発表した[27]。
- 16日
  -  イギリスの国立統計局は9-11月の実質賃金(ボーナスを除く)が前年比6.6%増と発表した。8-12月は7.2%増[28]。
  -  カナダ統計局は12月の物価(CPI)が前年比3.4%上昇と発表した。前月は3.1%増[29]。
- 17日 -  イギリス国立統計局は12月の物価(CPI)が前年比4%増と発表した。エネルギー、食品、アルコール、たばこを除外すると5.1%増[30]。
- 18日 - 欧州中央銀行は11月のユーロ圏経常収支の黒字が246億ユーロと発表した。先月は323億ユーロの黒字[31]。
- 19日
  -  日本の総務省は12月の全国消費者物価指数(除く生鮮食品)が前年比2.3%増と発表した。生鮮・エネルギーを除くと3.7%増[32]。
  -  アメリカ合衆国株式市場のダウ平均株価は過去最高の3万7863.80ドルで終えた。S&P 500は過去最高の4839.81で終えた[33]。
  -  アメリカ合衆国の全米リアルター協会は2023年の米中古住宅販売戸数は前年より18.7%減と発表した。28年ぶりの低水準[34]。
  -  中国国務院は地方政府に一部インフラ事業の中止命令を通達したと報道された。対象には遼寧省、吉林省、貴州省、雲南省、天津市、重慶市を含む[35]。
  -  スイスのダボスで世界経済フォーラム(ダボス会議)が閉幕された。テーマは「信頼の再構築」[36]。
- 22日 -  中国株式市場のCSI300指数は5年ぶりの安値、3218.902で終えた[37]。
- 23日 -  トルコリラは対ドルで一時過去最安値30.40リラとなった。前日と同じ過去最安値30.22リラで終えた。[38]。
- 24日
  -  日本の財務省は2023年の輸出額(速報)が過去最高の100兆8865億円と発表した。貿易収支は9兆2913億円赤字で前年比54.3%縮小[39]。
  -  南アフリカ共和国統計局は12月の物価(CPI)が前年比5.1%増と発表した。食品と燃料を除くと4.5%増[40]。
  -  中国の中央銀行は預金準備率を0.5ポイント引き下げると発表した。中央銀行総裁が記者会見で発表するのは異例[41]。
- 25日
  -  アメリカ合衆国商務省は10-12月の国民総生産(速報値)が年率換算前期比3.3%増と発表した。2023年通年は前年比2.5%増[42]。
  -  韓国の中央銀行は10-12月の国内総生産(速報値)が前期比0.6%増と発表した2023年通年は前年比1.4%増[43]。
  -  トルコの中央銀行は政策金利を0.25%上げ45%とした[44]。
  -  アメリカ合衆国株式市場のS&P500は過去最高の4894.16で終えた。5営業日連続で最高値を更新[45]。
- 26日 -  アメリカ合衆国株式市場のダウ平均株価は過去最高の3万8109.43ドルで終えた[46]。
- 29日
  -  香港の高等法院は経営危機に陥っている恒大集団に対し清算命令を出した[47]。
  -  アメリカ合衆国の12月の物価(PCEコアデフレータ)が2.9%と報道された[48]。
- 30日
  -  メキシコの国立統計地理情報院は2023年の国民総生産(速報値)が3.1%増と発表した[49]。
  - 欧州連合統計局は10-12月のユーロ圏域内総生産(速報値)が前期比横ばいと発表した。前年比は0.1%増[50]。
  -  中国の10年国債先物は20年ぶりの利回りに低下した(価格は上昇)[51]。
- 31日
  -  コソボ当局はコソボ北部のセルビア人が多数を占める地域でのセルビア・ディナールの流通を停止させ、翌1日よりユーロへ切り替わると発表[52]。
  -  中華民国(台湾)主計総処は10-12月の域内総生産(速報値)が前年比5.12%増と発表した。2023年は1.4%増[53]。
  -  フィリピンの統計局は10-12月の国民総生産が前年比5.6%増と発表した。2023年では5.6%増[54]。
  -  ウクライナの中央銀行は2023年の経常収支が98億ドルの赤字と発表した。前年は80億ドルの黒字[55]。
  -  タイの中央銀行は12月の経常収支が21億ドルの黒字と発表した。前月は12億ドルの赤字[56]。
  -  ブラジルの地理統計院は10-12月の失業率が7.4%と発表した。前期は7.5%[57]。
  -  ドイツ連邦統計庁は1月の物価(HICP)(速報値)が前年比3.1%増と発表した。食品とエネルギーなどを除くと3.4%増[58]。
  -  フランス国立統計経済研究所は1月の物価(CPI)(速報値)が前年比3.4%増と発表した前月は4.1%増[59]。
  -  オーストラリアの統計局は10-12月の物価(CPI)が前年比4.1%増と発表した。前期は5.4%増[60]。
  -  トルコリラは対ドルで過去最安値30.32リラで終えた[61]。
  -  チリの中央銀行は政策金利を1%上げ7.25%とした[62]。

### 2月
- 1日 - 欧州連合統計局は12月のユーロ圏失業率が6.4%と発表した。前月も6.4%[63]。
- 2日
  -  アメリカ合衆国の労働省は1月の失業率がの3.7%と発表した。前月も3.7%。非農業部門雇用者数は前月比35.3万人増。賃金は前年比4.5%増[64]。
  -  韓国統計局は1月の物価(CPI)が前年比2.8%増と発表した。エネルギー、食品を除外すると2.5%増[65]。
  -  アメリカ合衆国株式市場のS&P500は過去最高の4958.61で終えた[66]。
- 5日
  -  ヤンデックスの親会社であるオランダの「ヤンデックスNV」は、ロシア国内から事業を撤退し、4,750億ルーブルでロシアの投資家グループに売却することで合意した[67]。
  -  インドネシアの統計局は2023年の国民総生産が前年比5.05%増と発表した[68]。
  -  トルコ統計局は1月の物価(CPI)が前年比64.86%増と発表した[69]。
- 6日 -  日本の厚生労働省は12月の実質賃金が前年比1.9%減で21か月連続のマイナスと発表した。2023年は2.5%減で2年連続マイナス[70]。
- 7日
  -  ロシアの連邦統計局は2023年の国内総生産が前年比6.3%増と発表した[71]。
  -  ニュージーランドの統計局は10-12月の失業率が4.0%と発表した。前期は3.9%[72]。
  -  日本で1月の投資信託が1兆2794億円の資金流入超過だった。16年5ヶ月ぶりの高水準[73]。
  -  アメリカ合衆国商務省は2023年のモノの輸入額を発表した。 中国が15年ぶりに首位陥落。首位は メキシコ[74]。
- 8日
  -  日本の財務省は12月の経常収支(速報)が7443億円の黒字と発表した。2023年は20兆6295億円の黒字、第1次所得収支は34兆5573億円の黒字[75]。
  -  メキシコの国家統計地理情報局は8月の物価(CPI)が前年比4.88%増と発表した。食品とエネルギーを除くと4.76%増[76]。
  -  中国国家統計局は1月の物価(CPI)が前年比0.8%減と発表した。食品とエネルギー価格を除くと0.4%増[77]。
  -  ペルーの中央銀行は政策金利を0.25%引き下げ6.25%とした[78]。
  -  アメリカ合衆国株式市場のダウ平均株価は過去最高の3万8726.33ドルで終えた[79]。
- 9日
  -  カナダの1月の失業率がの5.7%と報道された。前月は5.8%[80]。
  -  トルコリラは対ドルで過去最安値30.57リラで終えた。[81]。
  -  アメリカ合衆国株式市場のS&P500は過去最高の5026.61で終えた[82]。
  - 2月7日までの直近週で 中国株への資金流入が過去最高の188億ドルと報道された。6日に中央匯金投資が買い入れを増やすと発表していた[83]。
- 12日
  -  トルコの統計局は12月の失業率が8.8%と発表した。先月は8.9%[84]。
  -  アメリカ合衆国株式市場のダウ平均株価は過去最高の3万8797.38ドルで終えた[85]。
- 13日
  -  トルコの中央銀行は12月の経常収支が20.91億ドルの赤字と発表した[86]。
  -  イギリスの統計局は10-12月の失業率が3.8%と発表した。前月は3.9%。賃金(週平均賃金)は前年比5.8%増[87]。
  -  モンゴルの中央銀行は2023年の経常収支が9億9145万ドルの黒字と発表した[88]。
- 14日 -  アメリカ合衆国の1月の物価(CPI)が前年比3.1%増と報道された。コアCPIは3.9%増[89]。
- 15日
  -  日本の内閣府は10-12月の国内総生産(速報値)が年率換算前期比で0.4%減と発表した[90]。
  -  日本の内閣府は10-12月の物価(GDPデフレーター)が前年比3.8%増と発表した[91]。
  -  オーストラリアの連邦統計局は1月の失業率が4.1%と発表した。就業者数は500人増[92]。
  -  トルコリラは対ドルで過去最安値30.96リラで終えた[93]。
  -  アメリカ合衆国株式市場のS&P500は過去最高の5029.73で終えた[94]。
- 16日
  -  マレーシアの中央銀行は10-12月の国内総生産が前年比3%増と発表した。2023年通年では3.7%増[95]。
  -  韓国の統計庁は1月の失業率が3.7%と発表した。前年同月は3.6%。就業者数は38万人増[96]。
  -  中国の中央銀行は2023年に外貨準備としての金純購入量が1037トンと報道された。過去最大(統計開始1977年)の純購入量[97]。
- 18日 -  中国の国家外貨管理局は2023年に外資企業の中国への直接投資が前年比約82％減の330億ドルと発表した。30年ぶりの低水準[98]。
- 19日 -  トルコの統計局は10-12月の失業率が8.8%と発表した。11年ぶりの低水準。前期は9.2%[99]。
- 20日
  - 欧州中央銀行は12月のユーロ圏経常収支の黒字が319億ユーロと発表した。先月は225億ユーロの黒字[100]。
  -  マレーシアリンギは対ドルで26年ぶり安値を付けた[101]。
  -  南アフリカ共和国統計局は10-12月の失業率が32.1%と発表した。前期は31.9%[102]。
  - 欧州中央銀行は10-12月のユーロ圏妥結賃金が前年比4.5%増と発表した。前期は4.7%増[103]。
  -  カナダ統計局は1月の物価(CPI)が前年比2.9%増と発表した。前月は3.4%増[104]。
  -  中国財政省は2023年末の地方債残高は40兆元を超え、年間の支払利息が1.2兆元を超えると公表した[105]。
- 22日
  -  日本の日経平均株価が3万9098.68円で終え、バブル景気の最中の1989年12月以来34年ぶりに史上最高値を更新した[106]。
  -  メキシコの国立統計地理情報院は10-12月の国民総生産(改定値)が前年比2.5%増と発表した[107]。
  -  インドネシアの中央銀行は2023年の経常収支が16億ドルの赤字と発表した。国内総生産比で0.1％[108]。
  -  オーストラリアの統計局は10-12月の賃金(WPI)が前年比4.2%増と発表した。15年ぶりの高い伸び[109]。
  -  香港政府統計処は1月の物価(総合CPI)が前年比1.7%増と発表した。前月は2.4%増[110]。
  -  トルコリラは対ドルで過去最安値31.20リラで終えた[111]。
  -  中国住宅当局によると、不動産プロジェクトに1236億元の開発融資が承認された[112]。
- 23日 -  アメリカ合衆国株式市場のダウ平均株価は過去最高の3万9131.53ドルで終えた。S&P500は過去最高の5088.80で終えた[113]。
- 29日
  -  インド政府は10-12月の国民総生産が前年比8.4%増と発表した[114]。
  -  カナダ統計局は10-12月の国内総生産が年率1.0%増と発表した[115]。
  -  トルコ統計局は10-12月の国内総生産が前年比4.0%増と発表した。通年では4.5%増[116]。
  -  タイの中央銀行は1月の経常収支が1.91億ドルの赤字と発表した。前月は21億ドルの赤字。1月の金輸入は前年比230%増[117]。
  -  ブラジルの地理統計院は11-1月の失業率が7.6%と発表した。前期は7.6%[118]。
  -  アメリカ合衆国の1月の物価(PCEデフレータ)が前年比2.4%増と報道された。食品・エネルギーを除くと2.8%増[119]。
  -  ドイツ連邦統計庁は2月の物価(HICP)(速報値)が前年比2.7%増と発表した。食品とエネルギーを除くと3.4%増[120]。
  -  フランス国立統計経済研究所は2月の物価(EU基準CPI)(速報値)が前年比3.1%増と発表した前月は3.4%増[121]。
  -  中国の長期金利(10年国債)が一時過去最低の2.341%と報道された[122]。

### 3月
- 1日
  -  日本の総務省は1月の失業率が2.4%と発表した。前月は2.5%[123]。
  - 欧州連合は2月のユーロ圏の物価(HICP)(速報値)が前年比2.6%増と発表した。食品とエネルギー、アルコール、たばこを除くと3.1%増[124]。
  -  インドネシア統計局は2月の物価(CPI)が前年比2.75%増と発表した。統制価格と変動の激しい食品価格を除くと1.68%増[125]。
  -  アメリカ合衆国のナスダック総合指数は過去最高の1万6274.94で終えた。S&P 500は過去最高の5137.08で終えた。COMEXの金先物は過去最高の2095.70ドルで終えた[126]。
  -  日本の日経平均株価が過去最高の3万9910.82円で終えた[127]。
  -  ブラジルの地理統計院は10-12月の国内総生産が年率0.1％減と発表した。物価(GDPデフレータ)は5.1%増[128]。
  - 欧州連合統計局は1月のユーロ圏失業率が6.4%と発表した。前月は6.5%[129]。
- 4日
  -  日本の財務省は10-12月の法人企業統計で設備投資額は前期比16.4%増と発表した。前年比4.2%増収、13.0%増益[130]。
  -  日本の日経平均株価が過去最高の4万0109.23円で終えた[131]。
- 5日
  -  南アフリカ共和国統計局は10-12月の国内総生産は前期比0.1%増と発表した。通年では前年比は0.6%増[132]。
  -  タイ商務省は12月の物価(CPI)が前年比0.77%減と発表した。コアCPIは0.43%増[133]。
  -  フィリピン統計局は2月の物価(CPI)が前年比3.4%増と発表した。コアインフレ率は3.6%増[134]。
  - ビットコインの時価総額が過去最高(1.35兆ドル)と報じられた[135]。
- 6日
  -  オーストラリアの統計局は10-12月の国内総生産は前期比0.2%増と発表した。前年比は1.5%増[136]。
  -  ブラジルの中央銀行は1月の経常収支が51億ドルの赤字と発表した[137]。
  -  韓国統計局は2月の物価(CPI)が前年比3.1%増と発表した。エネルギー、食品を除外すると2.5%増[138]。
  -  エジプトは国際通貨基金の支援を総額は90億ドル以上受けると報じられた。中央銀行は政策金利を6%引き上げ、為替管理を市場に委ねる[139]。
- 7日
  -  日本の厚生労働省は1月の実質賃金が前年比0.6%減で22か月連続のマイナスと発表した[140]。
  -  メキシコの国家統計地理情報局は2月の物価(CPI)が前年比4.40%増と発表した。1月は4.88%増[141]。
  -  アメリカ合衆国株式市場のS&P500は過去最高の5157.36で終えた[142]。
- 8日
  -  日本の財務省は1月の経常収支(速報)が4382億円の黒字と発表した。第1次所得収支は2兆8516億円の黒字[143]。
  -  韓国の中央銀行は1月の経常収支(速報)が30.5億ドルの黒字と発表した。先月は74.1億ドルの黒字[144]。
  -  アメリカ合衆国の労働省は2月の失業率がの3.9%と発表した。前月は3.7%。非農業部門雇用者数は前月比27.5万人増。賃金は前年比4.3%増[145]。
  -  カナダの2月の失業率がの5.8%と報道された。前月は5.7%[146]。
  -  トルコリラは対ドルで過去最安値31.84リラで終えた(注:31.84円は誤)[147]。
  -  アメリカ合衆国ニューヨークで金先物価格が過去最高値2185.50ドルとなった[148]。
- 9日
  -  中国国家統計局は2月の物価(CPI)が前年比0.7%増と発表した。物価(PPI)は2.7%減[149]。
- 11日
  -  日本の内閣府は10-12月の国内総生産(改定値)が年率換算前期比で0.4%増と発表した。設備投資は2.0%増[150]。
  -  アメリカ合衆国ニューヨークで金先物価格が過去最高値2188.60ドルとなった。7営業日連続で過去最高値を更新[151]。
- 12日
  -  アメリカ合衆国の労働省は2月の物価(CPI)が前年比3.2%増と発表した[152]。
  -  アメリカ合衆国株式市場のS&P500は過去最高の5175.27で終えた[153]。
  -  インド政府は2月の物価(CPI)が前年比5.09%増と発表した。先月は5.10%増[154]。
- 13日
  -  トルコの統計局は1月の失業率が9.1%と発表した。前月は8.9%[155]。
  -  韓国統計庁は2月の失業率が3.2%と発表した。前年同月は3.3%。就業者数は32.9万人増[156]。
- 14日 - ビットコインは過去最高値の7万3803.25ドルとなった。4日連続の最高値更新[157]。
- 15日
  -  フランス国立統計経済研究所は2月の物価(EU基準CPI)(改定値)が前年比3.2%増と発表した[158]。
  -  トルコリラは対ドルで過去最安値32.14リラで終えた[159]。
- 18日 -  チリの中央銀行は10-12月の国内総生産が前期比0.1％増と発表した。通年では0.2%増[160]。
- 19日 -  日本の中央銀行は17年ぶりの利上げを発表した。マイナス金利は解除。無担保コール翌日物金利は0〜0.1%に誘導。長短金利操作(YCC)は撤廃。ETF、REITは買い入れ終了。CP、社債は買い入れ額を段階的に減額[161]。
- 20日
  -  南アフリカ共和国統計局は2月の物価(CPI)が前年比5.6%増と発表した[162]。
  -  イギリス国立統計局は2月の物価(CPI)が前年比3.4%増と発表した。食品、エネルギー、アルコール、たばこを除外すると4.5%増[163]。
  -  トルコリラは対ドルで過去最安値32.36リラで終えた[164]。
  -  アメリカ合衆国ニューヨークで金先物価格が過去最高値2225.30ドルとなった[165]。
  -  イランの統計センターはイラン暦12月(2024年2月20日～3月19日)の物価(CPI)が前年比32.3%増と発表した[166]。
- 21日
  -  ニュージーランドの統計局は10-12月の国内総生産が前期比0.1%減と発表した。景気後退入り[167]。
  - 欧州中央銀行は1月のユーロ圏経常収支の黒字が393.5億ユーロと発表した。先月は319.5億ユーロの黒字[168]。
  -  アメリカ合衆国商務省は2023年の経常収支が8188.23億ドルの赤字と発表した。前年比15.7%減で、国内総生産の3.0%[169]。
  -  オーストラリアの連邦統計局は2月の失業率が3.7%と発表した。就業者数は11.65万人増[170]。
  -  日本の中央銀行の10-12月資金循環統計によると、日銀の国債保有(短国除く)は53.78％(前期は過去最高の53.86％)、家計金融資産は過去最高の2141兆円、企業金融資産は過去最高の1474兆円[171]。
  -  トルコの中央銀行は政策金利を5%上げ50%とした[172]。
  -  スイスの中央銀行は政策金利を0.25%下げ1.5%とした。利下げは9年ぶり[173]。
  -  アメリカ合衆国株式市場のダウ平均株価は過去最高の3万9781.37で終えた。S&P500は過去最高の5241.53で終えた[174]。
  -  中華民国の中央銀行は政策金利を0.125%上げ2%とした。2月の物価(CPI)は3.08%増[175]。
- 22日
  -  アメリカ合衆国株式市場のナスダック総合指数は過去最高の1万6428.82で終えた[176]。
  -  日本の内閣府は2月の物価(コアCPI)が前年比2.8%増と発表した[177]。
  -  日本の日経平均株価が過去最高の4万0888.43円で終えた[178]。
  -  コロンビアの中央銀行は政策金利を0.5%下げ12.25%とした[179]。
- 26日 -  中国商務省は アメリカ合衆国を世界貿易機関に提訴したと発表した。EV優遇策が公平な競争を阻害との理由[180]。
- 27日
  -  日本円は対ドルで一時34年ぶりの最安値151.97円となった[181]。
  -  オーストラリアの統計局は2月の物価(CPI)が前年比3.4%増と発表した。前月も3.4%増[182]。
- 28日
  -  アメリカ合衆国商務省は10-12月の国民総生産(確報値)が年率換算前期比3.4%増と発表した。物価(GDPデフレータ)は1.6%増[183]。
  -  イギリスの国立統計局は10-12月の国内総生産(確報値)が前期比0.3%減と発表した。景気後退入り[184]。
  -  ブラジルの地理統計院は12-2月の失業率が7.8%と発表した。11-1月は7.6%[185]。
  -  アメリカ合衆国ニューヨークで金先物価格が過去最高値2237.6ドルとなった[186]。
  -  アメリカ合衆国株式市場のダウ平均株価は過去最高の3万9807.37ドルで終えた。S&P500は過去最高の5254.35で終えた[187]。
- 29日
  -  ベトナムの統計総局は1−3月の国内総生産が前年比5.66％増と発表した[188]。
  -  日本の総務省は2月の失業率が2.6%と発表した。前月は2.4%[189]。
  -  中国の不動産大手碧桂園は去年1年間の決算発表延期を発表した。4月2日から香港の碧桂園株売買が停止される[190]。

### 4月
- 2日
  -  アメリカ合衆国のゼネラル・エレクトリックはGEエアロスペース（英語版）、GEヴェルノヴァ（英語版）、GEヘルスケアの3社に完全分割[191]。
  -  ドイツ連邦統計庁は3月の物価(HICP)(速報値)が前年比2.3%増と発表した。食品とエネルギーを除くと3.3%増[192]。
  -  チリの中央銀行は政策金利を0.75%下げ6.5%とした[193]。
- 3日
  - 欧州委員会統計局は2月のユーロ圏失業率が6.5%と発表した。前月は6.5%。失業者数は前月より1.7万人増[194]。
  -  トルコ統計局は3月の物価(CPI)が前年比68.5%増と発表した。生産者物価指数は51.47%増[195]。
- 4日
  -  アメリカ合衆国の99センツ・オンリー・ストアズは翌5日から全店舗を順次閉鎖すると発表[196]。
  -  スイスの連邦統計局は3月の物価(CPI)が前年比1%増と発表した[197]。
- 5日
  -  ジンバブエ政府は通貨をRTGSドルからジンバブエ・ゴールド（ZiG）への切り替えを発表。同月8日より発効[198]。
  -  韓国の中央銀行は2月の経常収支(速報)が8.6億ドルの黒字と発表した[199]。
  -  オーストラリアの統計局は10-12月の経常収支が118億豪ドルの黒字と発表した。7-9月は13億豪ドルの黒字[200]。
  -  アメリカ合衆国の労働省は3月の失業率がの3.8%と発表した。前月は3.9%。非農業部門雇用者数は前月比30.3万人増。賃金は前年比4.1%増[201]。
  -  カナダの統計局は3月の失業率がの6.1%と発表した。前月は5.8%[202]。
  -  フィリピン統計局は3月の物価(CPI)が前年比3.7%増と発表した。食品とエネルギーを除くと3.4%増[203]。
  -  タイ商務省は3月の物価(CPI)が前年比0.47%減と発表した。食品とエネルギーを除くと0.37%増[204]。
  -  アメリカ合衆国ニューヨークで金先物価格が過去最高値2345.40ドルとなった[205]。
- 7日 -  中国の中央銀行は3月末に金地金を7274万トロイオンス保有していると公表した。17カ月連続で金保有増加[206]。
- 8日
  -  日本の財務省は2月の経常収支(速報)が2兆6442億円の黒字と発表した。第1次所得収支は3兆3069億円の黒字[207]。
  -  日本の厚生労働省は2月の実質賃金が前年比1.3%減と発表した。過去最長に並ぶ23か月連続のマイナス[208]。
- 10日 -  アメリカ合衆国の労働省は3月の物価(CPI)が前年比3.5%増と発表した。食品とエネルギーを除くと3.8%増[209]。
- 11日
  -  中国国家統計局は3月の物価(CPI)が前年比0.1%増と発表した。食品とエネルギーを除くと0.6%増[210]。
  -  日本の中央銀行が発表したマネーストック速報によるとM3が前年比1.8%減した。残高は歴代2位。預金通貨は過去最高。M2は2.5%増で過去最高[211]。
  -  ペルーの中央銀行は政策金利を0.25%引き下げ6%とした[212]。
- 12日
  -  シンガポール貿易産業省は1-3月の国内総生産(速報値)が前年比2.7%増と発表した[213]。
  -  韓国統計庁は3月の失業率が3.0%と発表した。前年同月は3.1%。就業者数は17.3万人増[214]。
  -  日本円は対ドルで一時34年ぶりの最安値153.39円となった[215]。
  -  アメリカ合衆国ニューヨークで金先物価格が過去最高値2372.70ドルとなった[216]。
  -  インド政府は3月の物価(CPI)が前年比4.85%増と発表した。先月は5.09%増[217]。
- 16日
  -  日本円は対ドルで一時34年ぶりの最安値154.79円となった[218]。
  -  イギリスの統計局は12-2月の失業率が4.2%と発表した。賃金は前年比2.1%増[219]。
  -  インドルピーは対ドルで一時過去最安値83.5350ルピーとなった[220]。
- 17日
  -  南アフリカ共和国統計局は3月の物価(CPI)が前年比5.3%増と発表した[221]。
  -  イギリス国立統計局は2月の物価(CPI)が前年比3.2%増と発表した。エネルギー、食品、たばこを除外すると4.2%増[222]。
- 18日
  - 欧州中央銀行は2月のユーロ圏経常収支の黒字が294.5億ユーロと発表した。先月は392.8億ユーロの黒字[223]。
  -  オーストラリアの連邦統計局は3月の失業率が3.8%と発表した。就業者数は6600人減[224]。
- 19日
  -  マレーシアの中央銀行は1-3月の国内総生産(速報値)が前年比3.9%増と発表した[225]。
  -  日本の内閣府は3月の物価(コアCPI)が前年比2.6%増と発表した[226]。
  -  アメリカ合衆国ニューヨークで金先物価格が過去最高値2413.80ドルとなった[227]。
- 23日 -  香港の政府統計処は3月の物価(総合CPI)が前年比2.0%増と発表した[228]。
- 24日
  -  オーストラリアの統計局は1-3月の物価(CPI)が前年比3.6%増と発表した[229]。
  -  中国で3年物AAA社債の平均利回りが､過去最低の2.25%と報道された。償還期間がより長い社債も低金利で、今月これまでに償還期間10年以上の社債発行額は3172億元に膨らんでいる[230]。
- 25日 -  アメリカ合衆国商務省は1-3月の国民総生産(速報値)が年率換算前期比1.6%増と発表した。物価(コアPCE)は3.7%増[231]。
- 29日 -  日本円は対ドルで一時34年ぶりの160円台をつけた[232]。
- 30日
  - 欧州連合統計局は1-3月のユーロ圏域内総生産(速報値)が前期比0.3%増と発表した。前年比は0.5%増[233]。
  -  ドイツの1-3月の国内総生産が前期比0.2％増と報道された。 フランスは前期比0.2％増。 イタリアは前期比0.3％増。 スペインは前期比0.7％増[234]。
  -  メキシコの国家統計地理情報局は1-3月の国民総生産(速報値)が前年比1.6%増と発表した[235]。
  -  中華民国(台湾)主計総処は1-3月の域内総生産(速報値)が前年比6.51%増と発表した。3年ぶりの高成長[236]。
  -  タイの中央銀行は3月の経常収支が11億ドルの黒字と発表した。前月は20億ドルの黒字[237]。
  -  日本の総務省は3月の失業率が2.6%と発表した。前月は2.6%[238]。

### 5月
- 1日
  -  サウジアラビアの統計総局は1-3月の国内総生産(速報値)が前年比1.8%減と発表した。10-12月は3.7%減だった[239]。
  -  ニュージーランドの統計局は1-3月の失業率が4.3%と発表した。前期は4.0%[240]。
- 2日
  -  韓国統計局は4月の物価(CPI)が前年比2.9%増と発表した。食品とエネルギーを除外すると2.3%増[241]。
  -  スイスの連邦統計局は4月の物価(CPI)が前年比1.4%増と発表した[242]。
  -  インドネシア統計局は4月の物価(CPI)が前年比3.00%増と発表した。食品価格と政府管理価格を除くと1.82%増[243]。
- 3日
  - 欧州委員会統計局は3月のユーロ圏失業率が6.5%と発表した[244]。
  -  アメリカ合衆国の労働省は4月の失業率がの3.9%と発表した。前月は3.8%。非農業部門雇用者数は前月比17.5万人増。賃金は前年比3.9%増[245]。
  -  トルコ統計局は4月の物価(CPI)が前年比69.8%増と発表した。生産者物価指数は55.66%増[246]。
- 6日 -  インドネシアの統計局は1-3月の国内総生産が前年比5.11%増と発表した。昨年10-12月は5.04%増[247]。
- 7日 -  フィリピン統計局は4月の物価(CPI)が前年比3.8%増と発表した。食品と燃料を除くと3.2%増[248]。
- 8日 -  中国の中央銀行発表の1-3月期「社会融資総量」が前年同期比で約11%減と報道された。中央銀行は金融市場に十分な資金を供給している[249]。
- 9日
  -  フィリピンの統計局は1-3月の国内総生産が前年比5.7%増と発表した。昨年10-12月は5.5%増[250]。
  -  日本の厚生労働省は3月の実質賃金が前年比2.5%減と発表した。24カ月連続減少で過去最長(統計開始1991年)。物価(消費者物価指数)は3.1%増[251]。
  -  メキシコの国家統計地理情報局は4月の物価(CPI)が前年比4.65%増と発表した。3月は4.42%増[252]。
  -  ペルーの中央銀行は政策金利を0.25%引き下げ5.75%とした[253]。
- 10日
  -  イギリスの統計局は1-3月の国内総生産(速報値)が前期比0.6%増と発表した[254]。
  -  日本の財務省発表の2023年度の経常収支(速報)が25兆3390億円の黒字と報道された。黒字額は過去最大(統計開始1985年度)。第1次所得収支は過去最大35兆5312億円の黒字[255]。
  -  カナダの4月の失業率がの6.1%と報道された。雇用者数は9.04万人増[256]。
  -  ノルウェーの4月の物価(CPI)が前年比3.6%増と報道された[257]。
- 13日 -  マレーシアと 韓国の中央銀行は通貨スワップ協定を更新したと発表した。規模は5兆韓国ウォン/150億リンギ、期限は3年[258]。
- 14日
  -  バイデン政権は中国から輸入される180億米ドル相当の製品に対する制裁関税を引き上げると発表。うち電気自動車は現在の4倍の100％、車載用電池は現在の約3倍の25％となる[259]。
  -  アルゼンチンの中央銀行は政策金利を10%引き上げ40％とした。物価(CPI)は前年比289.4%上昇[260]。
- 15日
  -  オーストラリアの統計局は1-3月の賃金(WPI)が前年比4.1%増と発表した[261]。
  -  アメリカ合衆国の労働省は4月の物価(CPI)が前年比3.4%増と発表した。食品とエネルギーを除くと3.6%増[262]。
  -  アメリカ合衆国株式市場のナスダック総合は過去最高の1万6742.39で終えた。S&P500は過去最高の5308.15で終えた[263]。
- 16日
  -  日本の内閣府は1-3月の国内総生産(速報値)が年率換算前期比で2.0%減と発表した。個人消費は4四半期連続マイナス､設備投資もマイナス｡物価(GDPデフレーター)は前年比3.6%上昇[264]。
  -  オーストラリアの連邦統計局は4月の失業率が4.1%と発表した。就業者数は前月比3万8500人増[265]。
- 17日
  -  ロシアの連邦統計局は1-3月の国内総生産(速報値)が前年比5.4％増と発表した[266]。
  -  香港政府は1-3月の域内総生産が前年比2.7%増と発表した[267]。
  -  韓国統計庁は4月の失業率が3.0%と発表した。前年同月は2.8%。就業者数は26.1万人増[268]。
  -  アメリカ合衆国株式市場のダウ平均株価は過去最高の4万0003.59ドルで終えた[269]。
  -  アメリカ合衆国ニューヨークで金先物価格が過去最高値2417.402413.80ドルとなった[269]。
- 20日
  -  インドネシアの中央銀行は1-3月の経常収支が22億ドルの赤字と発表した。国内総生産比で0.6%[270]。
  -  アメリカ合衆国ニューヨークで金先物価格が過去最高値2438.50ドルとなった[271]。
- 21日
  - 欧州中央銀行は3月のユーロ圏経常収支の黒字が357.7億ユーロと発表した。先月は288.9億ユーロの黒字[272]。
  -  アメリカ合衆国株式市場のS&P500は過去最高の5321･41で終えた[273]。
  -  タイの中央銀行は 中国の中央銀行と現地通貨決済の促進協力の覚書に署名した[274]。
- 22日
  -  日本の長期金利(新発10年国債利回り)が11年ぶりの高水準1%となった[275]。
  -  イギリス国立統計局は4月の物価(CPI)が前年比2.3%上昇と発表した。エネルギー、食品、たばこを除外すると3.9%増[276]。
  -  中国の超長期国債(20年〜50年)が上海、深圳両証券取引所で価格が20%以上急伸した。サーキットブレーカーが発動された[277]。
- 23日
  -  中国の超長期国債(20年〜50年)が深圳証券取引所で前日から一転して大幅安となった。取引が３０分間中断された[278]。
  -  チリの中央銀行は政策金利を0.5%下げ6%とした[279]。
- 24日
  -  アメリカ合衆国の証券取引委員会はイーサリアム現物の上場投資信託を承認した[280]。
  -  日本の上場企業は2024年3月期の純利益が過去最高となった。前期比20%増で過去最高は3期連続[281]。
  -  日本の総務省は4月の物価(コアCPI)が前年比2.2%上昇と発表した。生鮮食品およびエネルギーを除くと2.4%上昇[282]。
  - 欧州中央銀行は1-3月の妥結賃金が前年比4.69%増と発表した。前期は4.45%増[283]。
  -  アメリカ合衆国株式市場のナスダック総合は過去最高の1万6920.79で終えた[284]。
- 28日
  -  日本の財務省は2023年末の対外純資産残高が471.3兆円と発表した。33年連続で純資産世界1位[285]。
  -  中国政府は半導体産業に投資するためファンド新設を発表した。規模は過去最大の3440億元(7.4兆円)[286]。
  -  アメリカ合衆国株式市場のナスダック総合は過去最高の1万7019.88で終えた[287]。
- 29日 -  ドイツ連邦統計庁は1-3月の実質賃金が前年比3.8%上昇と発表した[288]。
- 30日
  -  アメリカ合衆国の1-3月の物価(GDPデフレータ,前年比)が速報値3.1%上昇から改定値3.0%上昇へ下方修正と報道された。コアデフレータも3.7%上昇から3.6%上昇へ下方修正[289]。
  -  トルコの統計局は1-3月の失業率が8.7%と発表した。前期8.8%を下回り、5期連続で低下[290]。
- 31日
  -  インド政府は1-3月の国民総生産が前年比7.8%増と発表した[291]。
  -  カナダ統計局は1-3月の国内総生産が年率換算前期比1.7%増と発表した[292]。
  -  タイの中央銀行は4月の経常収支が4000万ドルの赤字と発表した。前月は11億ドルの黒字[293]。
  -  日本の総務省は4月の失業率が2.6%と発表した。前月も2.6%。正規の職員・従業員数(実数)は3666万人で、比較可能な2013年1月以降で過去最多[294]。
  -  トルコ統計庁は1-3月の国内総生産が前年比5.7%増と発表した[295]。

### 6月
- 3日
  -  トルコ統計局は5月の物価(CPI)が前年比75.46%上昇と発表した。生産者物価指数は57.68%上昇[296]。
  -  インドネシア統計局は5月の物価(CPI)が前年比2.84%上昇と発表した。コアインフレ率は1.93%[297]。
- 4日
  -  ブラジルの地理統計院は1-3月の国内総生産が年率0.8％増と発表した。物価(GDPデフレータ)は2.6%上昇[298]。
  -  オーストラリアの統計局は1-3月の経常収支が49億豪ドルの赤字と発表した。前期10-12月の確定値は27億豪ドルの黒字[299]。
  -  韓国統計局は5月の物価(CPI)が前年比2.7%上昇と発表した。食品とエネルギーを除外すると2.2%上昇[300]。
- 5日
  -  オーストラリアの統計局は1-3月の国内総生産は前期比0.1%増と発表した。前年比は1.1%増[301]。
  -  カナダの中央銀行は政策金利を0.25%引き下げ、4.75%とした[302]。
  -  ロシアの連邦統計局は4月の失業率が過去最低の2.6％と発表した。5月の実質賃金は12.9%増。2022年以降、数十万人の移住により労働力不足[303]。
  -  日本の厚生労働省は4月の実質賃金が前年比0.7%減と発表した。25カ月連続。物価(消費者物価指数)は2.9%上昇[304]。
  -  フィリピン統計局は5月の物価(CPI)が前年比3.9%上昇と発表した。食品と燃料を除くと3.1%上昇[305]。
  -  アメリカ合衆国株式市場のナスダック総合は過去最高の1万7187.91で終えた。S&P500は過去最高の5354.03で終えた[306]。
- 6日
  - 欧州中央銀行は政策金利を0.25%下げ、4.25%とした。利下げは4年9カ月ぶり[307]。
  -  南アフリカ共和国の中央銀行は1-3月の経常収支が846億ランドの赤字と発表した。対国内総生産比は1.2%[308]。
- 7日
  - 欧州連合統計局は1-3月のユーロ圏域内総生産(改定値)が前期比0.3%増と発表した。前年比は0.4%増[309]。
  -  アメリカ合衆国の労働省は5月の失業率がの4.0%と発表した。前月は3.9%。非農業部門雇用者数は前月比27.2万人増。賃金は前年比4.1%増[310]。
  -  カナダの5月の失業率がの6.2%と報道された。4月は6.1%。雇用者数は2.67万人増[311]。
  -  タイ商務省は5月の物価(CPI)が前年比1.54%上昇と発表した。食品とエネルギーを除くと0.39%上昇[312]。
- 9日 - 1973年に始まった サウジアラビアと アメリカ合衆国との間のオイルダラー協定が終了した[313]。
- 10日
  -  日本の内閣府発表の1-3月の国内総生産(改定値)が年率換算前期比で1.8%減と報道された[314]。
  -  日本の財務省は4月の経常収支が2兆505億円の黒字と発表した。4月としては過去最大(統計開始1985年)。第1次所得収支は3兆8328億円の黒字[315]。
  -  トルコの統計局は4月の失業率が8.5%と発表した。前月は8.6%。11年5カ月ぶりの低水準[316]。
- 11日
  -  韓国の中央銀行は4月の経常収支(暫定値)が2.9億ドルの赤字と発表した[317]。
  -  イギリスの統計局は2-4月の失業率が4.4%と発表した。賃金は前年比5.8%増[318]。
- 12日
  -  韓国統計庁は5月の失業率が3.0%と発表した。前年同月は2.7%。就業者数は8万人増[319]。
  -  アメリカ合衆国の労働統計局は5月の物価(CPI)が前月比横ばいと発表した。食品とエネルギーを除くと前年比3.4％上昇[320]。
  -  中国国家統計局は5月の物価(CPI)が前年比0.3%増と発表した。食品とエネルギーを除くと0.6%増。生産者物価指数は1.4%下落[321]。
  -  インド政府は5月の物価(CPI)が前年比4.75%上昇と発表した。先月は4.83%上昇[322]。
- 13日
  -  オーストラリアの連邦統計局は5月の失業率が4.0%と発表した。前月は4.1%。就業者数は前月比3万9700人増[323]。
  -  アメリカ合衆国株式市場のS&P500は過去最高の5433.74で終えた[324]。
- 14日
  -  アメリカ合衆国株式市場のナスダック総合は過去最高の1万7688.88で終えた[325]。
  -  ロシアの連邦統計局は1-3月の国内総生産が前年比5.4％増と発表した。物価(GDPデフレータ)は前年比13.4％上昇[326]。
- 18日
  - 欧州中央銀行は4月のユーロ圏経常収支の黒字が228億ユーロと発表した。先月は178億ユーロの黒字[327]。
  -  アメリカ合衆国株式市場でNVIDIAは時価総額でマイクロソフトを抜き世界1位となった。今月初めにAppleを抜き、世界2位となっていた[328]。
  -  アメリカ合衆国株式市場のナスダック総合は過去最高の1万7862.23で終えた。S&P500は過去最高の5487.03で終えた[329]。
- 19日 -  韓国の中央銀行は2023年の経常収支(地域別)が354.9億ドルの黒字と発表した。 アメリカ合衆国に対する経常黒字が912.5億ドル。 中国に対する経常赤字は309.8億ドル。 日本に対する経常赤字は168.6億ドル[330]。
- 20日
  -  ニュージーランドの統計局は1-3月の国内総生産が前期比0.2%増と発表した。前年比では0.3%増[331]。
  -  アメリカ合衆国商務省は1-3月の経常収支が2376.45億ドルの赤字と発表した。前期比7.2%増で、国内総生産の3.4%[332]。
- 21日
  -  日本の総務省は5月の物価(コアCPI)が前年比2.5%上昇と発表した。生鮮食品およびエネルギーを除くと2.1%上昇[333]。
  -  香港の政府統計処は5月の物価(総合CPI)が前年比1.2%上昇と発表した。先月は1.1%[334]。
- 24日
  -  アルゼンチンの国家統計センサス局は1-3月の国内総生産が前年比5.1％減と発表した。4四半期連続の前年同期比マイナス成長[335]。
  -  インドの中央銀行は1-3月の経常収支が57億ドル(GDPの0.6%)の黒字と発表した。民間送金収入は前年比11.9%増の320億ドル[336]。
  -  シンガポールの当局は5月の物価(民間道路輸送と住居費を除くコアCPI)が前年比3.1%上昇と発表した。先月は3.1%上昇[337]。
- 26日
  -  オーストラリアの統計局は5月の物価(CPI)が前年比4.0%上昇と発表した[338]。
  -  中国の長期金利(10年国債利回り)が一時2.22％を付けた。22年ぶりの低水準[339]。
  -  スリランカの大統領府は2国間債務再編協定(17カ国)(58億ドル相当)に署名した。国際通貨基金は29億ドルの金融支援。 中国との債務再編(42億ドル相当)は進行中[340]。
- 27日 -  アメリカ合衆国1-3月の国民総生産(確報値)が1.4%増と報道された。物価(GDPデフレータ)は3.1%上昇、物価(PCEコアデフレータ)は3.7%上昇[341]。
- 28日
  -  イギリスの国立統計局は1-3月の国内総生産(確報値)が前期比0.7%増と発表した[342]。
  -  日本の総務省は5月の失業率が2.6%と発表した。4カ月連続で横ばい。正規の職員・従業員数(実数)は3675万人で、比較可能な2013年1月以降で過去最多[343]。
  -  ドイツの連邦雇用庁は6月の失業率が6.0%と発表した。前月は5.9％[344]。
  -  日本円は対ユーロで一時172.44円をつけた。ユーロ導入(1999年)以降の最安値[345]。

### 7月
- 1日
  -  日本の内閣府は1-3月の国内総生産(統計修正値)成長率が年率換算でマイナス2.9%と発表した。2023年度はプラス1.0%に統計修正した[346]。
  -  中国の長期金利(10年国債)利回りは一時2.18％と報道された。過去最低(データ収集開始2002年)利回り[347]。
- 2日
  -  韓国統計局は6月の物価(CPI)が前年比2.4%上昇と発表した。食品とエネルギーを除外すると2.2%上昇[348]。
- 3日
  -  トルコ統計局は6月の物価(CPI)が前年比71.60%上昇と発表した。生産者物価指数は50.09%上昇[349]。
  -  日本の財務省は2023年度の国の税収は72兆761億円と発表した。4年連続で過去最高[350]。
  -  日本円は対ドルで38年ぶり安値、一時161.96円をつけた。対ユーロで最安値、一時174.48円をつけた[351]。
- 4日
  -  台湾の加権指数の終値は、2万3522.53ポイントを記録、史上最高値を更新[352]。
  -  スイスの連邦統計局は6月の物価(CPI)が前年比1.3%上昇と発表した[353]。
  -  日本の東証株価指数(TOPIX)が過去最高の2898.47で終えた。34年半ぶりの最高値更新。日経平均株価が過去最高の40,913.65円で終えた[354]。
- 5日
  -  アメリカ合衆国株式市場のナスダック総合は過去最高の18,352.76で終えた。S&P500は過去最高の5,567.19で終えた[355]。
  -  韓国の中央銀行は5月の経常収支(暫定値)が89.2億ドルの黒字と発表した[356]。
  -  カナダの統計局は6月の失業率が6.4%と発表した。雇用者数は1400人減。時給伸び率は5.6%[357]。
  -  アメリカ合衆国の労働省は6月の失業率が4.1%と発表した。前月は4.0%。非農業部門雇用者数は前月比20.6万人増。賃金は前年比3.9%上昇[358]。
  -  フィリピン統計局は6月の物価(CPI)が前年比3.7%上昇と発表した。食品と燃料を除くと3.1%上昇[359]。
  -  ルーマニアの中央銀行は政策金利を0.25%下げ、6.75％とした[360]。
- 8日
  -  アメリカ合衆国のエンターテイメント大手のパラマウントはスカイダンスへの合併を決定[361]。
  -  日本の財務省は5月の経常収支が2兆8499億円の黒字と発表した。第1次所得収支は4兆2111億円の黒字[362]。
  -  日本の厚生労働省は5月の実質賃金が前年比1.4%減と発表した。26カ月連続減。物価(消費者物価指数)は3.3%上昇[363]。
- 10日
  -  日本の東証株価指数（TOPIX）が史上初めて終値で2900以上を記録（2909.20）[364]。
  -  韓国統計庁は6月の失業率が2.9%と発表した。前年同月は2.7%。就業者数は9.6万人増[365]。
  -  トルコの統計局は5月の失業率が8.4%と発表した。前月は8.5%。11年6カ月ぶりの低水準[366]。
  -  アメリカ合衆国株式市場のナスダック総合は過去最高の18,647.45で終えた。7営業日連続で最高値。S&P500は過去最高の5,633.91で終えた。６営業日連続で最高値[367]。
- 11日
  -  アメリカ合衆国の労働省は6月の物価(CPI)が前月比0.1%下落と発表した。食品とエネルギーを除くと前年比3.3%上昇[368]。
  -  日本の東証株価指数(TOPIX)は過去最高の2,929.17で終えた。日経平均株価は過去最高の42,224.02円で終えた[354]。
  -  日本円は対ユーロで最安値、一時175.43円をつけた[369][370]。
- 12日
  -  シンガポール貿易産業省は4-6月の国内総生産(速報値)が前年比2.9%増と発表した[371]。
  -  フランス国立統計経済研究所は6月の物価(EU基準CPI)(改定値)が前年比2.5%上昇と発表した[372]。
  -  インド政府は6月の物価(CPI)が前年比5.08%上昇と発表した。先月は4.75%上昇[373]。
- 16日
  -  カナダ統計局は6月の物価(CPI)が前年比2.7%上昇率と発表した。前月は2.9%上昇[374]。
  -  アメリカ合衆国ニューヨークで金先物価格が過去最高値2,467.80ドルとなった。2カ月ぶりに最高値を更新[375]。
- 17日
  -  ニュージーランド統計局は4-6月の物価(CPI)が前年比3.3%上昇と発表した。3年ぶりの低い伸び[376]。
  -  アメリカ合衆国株式市場のダウ平均株価は過去最高の41,198.08ドルで終えた[377]。
- 18日
  -  オーストラリアの連邦統計局は6月の失業率が4.1%と発表した。前月は4.0%。就業者数は前月比5万0200人増[378]。
  -  イギリスの国立統計局は3-5月の実質賃金(ボーナスを除く)が前年比5.7%増と発表した。2─4月は6.0%増[379]。
- 19日 -  日本の総務省は6月の物価(コアCPI)が前年比2.6%上昇と発表した。生鮮食品およびエネルギーを除くと2.2%上昇[380]。
- 22日 -  中国の中央銀行は政策金利(7日物リバースレポ金利と最優遇貸出金利)を0.1ポイント引き下げると発表した[381]。
- 23日
  -  シンガポールの当局は6月の物価(民間道路輸送と住居費を除くコアCPI)が前年比2.9%上昇と発表した。先月は3.1%上昇[382]。
  -  アメリカ合衆国でイーサリアム現物のETFの取引開始が報道された。午前の取引高は6億ドル[383]。
  -  ハンガリーの中央銀行は政策金利を0.25%引き上げ、6.25%とした[384]。
- 24日 -  南アフリカ共和国統計局は6月の物価(CPI)が前年比5.1%上昇と発表した。先月は5.2%上昇[385]。
- 26日
  -  アメリカ合衆国4-6月の国民総生産(速報値)が前期比年率換算1.4%増と報道された。物価(GDPデフレータ)は2.3%上昇、物価(PCEコアデフレータ)は2.9%上昇[386]。
  -  ロシアの中央銀行は政策金利を2%引き上げ18%とした。24年6月の物価は8.6%上昇[387]。
- 30日
  - 欧州連合統計局は4-6月のユーロ圏域内総生産(速報値)が前期比0.3%増と発表した[388]。
  -  メキシコの国家統計地理情報局は4-6月の国民総生産(速報値)が前期比0.2%増と発表した[389]。
  -  フランス国立統計経済研究所は4-6月の国内総生産(速報値)が前期比0.3%増と発表した[390]。
  -  日本の総務省は6月の失業率が2.5%と発表した。前月から0.1ポイント改善。就業者数(実数)は過去最多(統計開始1953年)[391]。
  -  ベトナム統計総局は7月の物価(CPI)が前年比4.36%上昇と報道された[392]。
- 31日
  -  サウジアラビアの統計総局は4-6月の国内総生産(速報値)が前年比0.4%減と発表した。1-3月は1.7%減だった[393]。
  -  香港政府は4-6月の域内総生産(速報値)が前年比3.3%増と発表した。6四半期連続増[394]。
  -  中華民国(台湾)主計総処は4-6月の域内総生産(速報値)が前年比5.09%増と発表した[395]。
  -  ドイツの連邦統計局は4-6月の国内総生産(速報値)が前期比0.1%減と発表した。7月の物価(HICP)は前年比2.6%上昇[396]。
  -  オーストラリアの統計局は4-6月の物価(CPI)が前期比1.0%上昇と発表した。前年比では3.8%上昇[397]。
  -  日本の中央銀行は政策金利を「0〜0.1%程度」から「0.25%程度」に引き上げると発表した。16年ぶりの高水準。国債の買い入れ額は3カ月ごとに4000億円程度のペースで減額[398]。

### 8月
- 1日 -  中国の7年国債利回りが初めて2%を割り込んだ。10年国債の利回りも過去最低の2.12％[399]。
- 2日
  -  アメリカ合衆国の労働省は7月の失業率が4.3%と発表した。前月は4.1%。非農業部門雇用者数は前月比11.4万人増。賃金は前年比3.6%上昇[400]。
  -  韓国統計局は7月の物価(CPI)が前年比2.6%上昇と発表した。食品とエネルギーを除外すると2.2%上昇[401]。
- 5日
  -  日本の株式市場で、日経平均株価は前週末よりも4451円（12%）値下がりし、3万1458円で終えた。下落幅は米国株急落が世界に飛び火したブラックマンデー翌日の1987年10月20日の3836円安を超えて、過去最大となった[402]。
  -  インドネシアの統計局は4-6月の国内総生産が前年比5.05%増と発表した。1-3月は5.11%増[403]。
  -  トルコ統計局は7月の物価(CPI)が前年比61.78%上昇と発表した。食品やエネルギーなどを除くと60.23%上昇[404]。
- 6日 -  日本の厚生労働省は6月の実質賃金が前年比1.1%増と発表した。2年3カ月ぶりのプラス。物価(消費者物価指数)は3.3%上昇[405]。
- 7日
  -  ニュージーランドの統計局は4-6月の失業率が4.6%と発表した。前期は4.4%[406]。
  -  タイ商務省は7月の物価(CPI)が前年比0.83%上昇と発表した。食品とエネルギーを除くと0.52%上昇[407]。
- 8日
  -  フィリピンの統計局は4-6月の国内総生産が前年比6.3%増と発表した。1-3月は5.8%増[408]。
  -  日本の財務省は1-6月の経常収支が12兆6817億円の黒字と発表した。第1次所得収支は過去最高黒字の19兆1969億円[409]。
  -  チリ国家統計局は7月の物価(CPI)が前年比4.6%上昇と発表した[410]。
  -  メキシコの中央銀行は政策金利を0.25%引き下げ10.75%とした[411]。
- 9日 -  中国国家統計局は7月の物価(CPI)が前年比では0.5%上昇と発表した。食品とエネルギーを除くと0.4%上昇。生産者物価指数は0.8%下落[410]。
- 13日
  -  中国の7月新規銀行融資は2600億元と報道された。前月から88%減で15年ぶりの低水準[412]。
  -  イギリスの国家統計局は4-6月の失業率が4.2%と発表した。賃金は前年比4.5％増[413]。
  -  南アフリカ共和国統計局は4-6月の失業率が33.5%と発表した[414]。
- 14日
  -  韓国統計庁は7月の失業率が2.5%と発表した。前年同月は2.7%。就業者数は前年同月比17.2万人増[415]。
  -  アメリカ合衆国の労働省は7月の物価(CPI)が前月比2.9%上昇と発表した。食品とエネルギーを除くと前年比3.2%上昇[416]。
  -  イギリス国立統計局は7月の物価(CPI)が前年比2.2%上昇と発表した[417]。
  -  ニュージーランドの中央銀行は政策金利を0.25%下げ5.25%とした[418]。
- 15日
  -  日本の内閣府は4-6月の国内総生産(速報値)成長率が年率換算で3.1%増と発表した。物価(GDPデフレーター)は3.0%上昇[419]。
  -  スイスの連邦統計局は4-6月の国内総生産(速報値)成長率が前期比0.5%増と発表した[420]。
  -  オーストラリアの連邦統計局は7月の失業率が4.2%と発表した。2年半ぶり高水準。労働参加率は過去最高の67.1%[421]。
  -  フィリピンの中央銀行は政策金利を0.25%下げ、6.25%とした[422]。
- 16日 -  アメリカ合衆国ニューヨークで金先物価格が過去最高値2,537.80ドルとなった[423]。
- 19日
  -  イギリスの国立統計局は4-6月の国内総生産(一次速報値)が前年比0.9%増と発表した。物価(GDPデフレータ)は前年比2.2％上昇[424]。
  -  タイの国家経済社会開発評議会は4-6月の国内総生産が前期比で0.8％増と発表した[425]。
- 20日
  - 欧州中央銀行は6月のユーロ圏経常収支の黒字が505億ユーロと発表した。先月は376億ユーロの黒字[426]。
  -  カナダ統計局は7月の物価(CPI)が前年比2.5%上昇と発表した[427]。
  -  アメリカ合衆国ニューヨークで金先物価格が過去最高値2,550.60ドルとなった。3営業日連続で史上最高値を更新[428]。
- 21日 -  南アフリカ共和国統計局は7月の物価(CPI)が前年比4.6%上昇と発表した。前月は5.1%上昇[429]。
- 22日
  -  インドネシアの中央銀行は4-6月の経常収支が30億ドルの赤字と発表した。国内総生産比で0.9%[430]。
  -  マレーシア統計局は7月の物価(コアCPI)が前年比2.0%上昇と発表した。生鮮食品およびエネルギーを除くと1.9%上昇[431]。
- 23日 -  日本の総務省は7月の物価(コアCPI)が前年比2.7%上昇と発表した。生鮮食品およびエネルギーを除くと1.9%上昇[432]。
- 26日 -  アメリカ合衆国ニューヨークで金先物価格が過去最高値2,555.20ドルとなった[433]。
- 28日 -  オーストラリア統計局は7月の物価(CPI)が前年比3.5%上昇と発表した[434]。
- 30日
  -  イタリア統計局は7月の失業率が6.5%と発表した。2008年3月以来の低水準。前月は6.9%[435]。
  -  日本の総務省は7月の失業率が2.7%と発表した。前月から0.2ポイント上昇。就業者数は前月に比べて20万人減少[436]。
  - 欧州連合統計局は7月のユーロ圏失業率が6.4%と発表した。前月は6.5%[437]。
  -  フランス国立統計経済研究所は8月の物価(EU基準CPI)(速報値)が前年比2.2%上昇と発表した[438]。
  -  中国の長期債の利回りが過去最低を更新したと報道された。中央銀行は長期債の値上がりを冷ますため、長期債を売却し短期債を買い入れた[439]。
  -  アメリカ合衆国株式市場のダウ平均株価は過去最高の41,563.08ドルで終えた[440]。

### 9月
- 2日
  -  日本の財務省は4-6月の法人企業統計で設備投資額が前年比7.4%増と発表した。3.5%増収、13.2%増益[441]。
  -  日本の財務省は2023年度の利益剰余金(内部留保)が過去最大の600兆9857億円と発表した。過去最高は12年連続[442]。
- 3日
  -  ブラジルの地理統計院は4-6月の国内総生産が年率3.3%増と発表した。物価(GDPデフレータ)は前年比3.6%上昇、1-3月は2.6%上昇[443]。
  -  オーストラリアの統計局は4-6月の経常収支が107億豪ドルの赤字と発表した。前期1-3月は63億豪ドルの赤字[444]。
- 4日
  -  オーストラリアの統計局は4-6月の国内総生産が年率1.0%増と発表した。物価(内需デフレーター)は前年比4.2%上昇[445]。
  -  カナダの中央銀行は政策金利を0.25%引き下げ、4.25％とした[446]。
- 5日
  -  韓国の中央銀行は4-6月の国内総生産(改定値)が前年比2.3%増と発表した[447]。
  -  日本の厚生労働省は7月の実質賃金が前年比0.4%増と発表した。2年3カ月ぶりのプラス。物価(消費者物価指数)は3.3%上昇。物価(総合指数)は3.2%上昇。特別に支払われた給与(名目)は6.2%増[448]。
  -  フィリピンの統計局は8月の物価(CPI)が前年比3.3%上昇と発表した。食品とエネルギーを除くと2.6%上昇[449]。
  -  タイの商務省は8月の物価(CPI)が前年比0.35%上昇と発表した。コアCPIは0.62%上昇[450]。
  -  中国の30年債利回りが一時、過去最低の2.29%と報道された[451]。
- 6日
  -  韓国の中央銀行は7月の経常収支(暫定値)が91.3億ドルの黒字と発表した[452]。
  -  カナダの統計局は8月の失業率が6.6%と発表した。雇用者数は2.5万人増。時給伸び率は4.9%[453]。
  -  アメリカ合衆国の労働省は8月の失業率が4.2%と発表した。前月は4.3%。非農業部門雇用者数は前月比14.2万人増。賃金は前年比3.8%上昇[454]。
  -  中国は北京「中国アフリカ協力フォーラム」でアフリカに対する3600億元の資金援助を表明した[455]。
- 9日
  -  日本の内閣府は4-6月の国内総生産(改定値)が年率換算前期比で2.9％増と発表した[456]。
  -  日本の財務省は7月の経常収支が3兆1930億円の黒字と発表した。第1次所得収支は過去最高(統計開始1985年)黒字の4兆4410億円[457]。
- 10日
  -  トルコの統計局は7月の失業率が8.8%と発表した。前年同月は9.3%[458]。
  -  イギリスの国家統計局は5-7月の失業率が4.1%と発表した。賃金は前年比5.1%増[459]。
- 11日
  -  韓国統計庁は8月の失業率が1.9%と発表した。前年同月は2%。就業者数は前年同月比12.3万人増[415]。
  -  アメリカ合衆国の労働省は8月の物価(CPI)が前年比2.5%上昇と発表した。食品とエネルギーを除くと3.2%上昇[460]。
- 12日
  -  インドの統計当局は8月の物価(CPI)が前年比3.65%上昇と発表した。先月は3.60%上昇[461]。
  - 欧州中央銀行は政策金利を下げた。中銀預入金利は、3・75%から3・5%へ。主要政策金利は4・25%から3・65%へ[462]。
- 13日
  -  中国の30年債利回りが過去最低の2.225%と報道された[463]。10年債は一時過去最低の2.075％[464]。
  -  ロシアの中央銀行は政策金利を1%引き上げ19%とした。24年8月の物価は9.05%上昇[465]。
  -  アメリカ合衆国ニューヨークで金先物価格が過去最高値2,610.70ドルとなった[466]。
- 16日 -  モンゴルの中央銀行は16日から政策金利を1%引き下げ、10%とした[467]。
- 17日 -  カナダ統計局は8月の物価(CPI)が前年比2.0%上昇と発表した。前月は2.5%上昇[468]。
- 18日
  -  アルゼンチンの国家統計センサス局は4-6月の国内総生産が前年比1.7%減と発表した。年率換算で5四半期連続のマイナス成長[469]。
  -  イギリスの国立統計局は8月の物価(CPI)が前年比2.2%上昇と発表した[470]。
  -  アメリカ合衆国の中央銀行は政策金利を0.5%引き下げ4.75～5％とした[471]。
- 19日
  -  中国の物価(GDPデフレータ)は5四半期(2023年4-6月〜2024年4-6月)連続で低下していると報道された[472]。
  - 欧州中央銀行は7月のユーロ圏経常収支の黒字が396億ユーロと発表した[473]。
  -  アメリカ合衆国の商務省は4-6月の経常収支が2668億ドルの赤字と発表した。国内総生産の3.7%[474]。
  -  香港政府統計処は6-8月の失業率が3.0％と発表した。1-3月から6期連続の横ばい[475]。
  -  オーストラリアの連邦統計局は8月の失業率が4.2%と発表した。労働参加率は過去最高の67.1%を維持[476]。
  -  アメリカ合衆国株式市場のS&P500は過去最高の5,713.64で終えた[477]。
  -  ドイツ株式市場のドイツ株価指数(DAX)は過去最高の19,002.38で終えた[478]。
  -  ニュージーランドの統計局は4-6月の国内総生産が前期比0.2％減と発表した。前年比では0.2％減[479]。
- 20日
  -  日本の総務省は8月の物価(コアCPI)が前年比2.8%上昇と発表した。生鮮食品およびエネルギーを除くと2.0%上昇[480]。
  -  アメリカ合衆国株式市場のダウ平均株価は過去最高の42,063.36ドルで終えた。ニューヨークで金先物価格が過去最高値2,646.2ドルで終えた[481]。
- 24日
  -  メキシコの国立統計地理情報院は9月前半の物価(CPI)が前年比4.66%上昇と発表した。エネルギーや食品を除くと3.95%上昇[482]。
  -  オーストラリアの統計局は9月の物価(CPI)が前年比2.7%上昇と発表した。CPIの中銀トリム平均値は3.4%上昇[483]。
  -  中国の国家金融監督総局長は不動産「ホワイトリスト」プロジェクトで400万戸以上が1兆4300億元の融資獲得と発表した[484]。
- 26日
  -  アメリカ合衆国の商務省は4-6月の国民総生産(確定値)が年率換算前期比3.0%増と発表した。物価(PCE)は2.5%上昇[485]。
  -  メキシコの中央銀行は政策金利を0.25%引き下げ10.5%とした[486]。
  -  スイスの中央銀行は政策金利を0.25%引き下げ1%とした[487]。
  -  中国の財政省が特別国債を発行する予定と報じられた。消費刺激に1兆元、地方債務対策に1兆元[488]。
  -  アメリカ合衆国ニューヨークで金先物価格が過去最高値2,694.9ドルとなった[489]。
  -  アメリカ合衆国株式市場のS&P500は過去最高の5,745.37で終えた[489]。
- 27日
  -  フランスの国立統計経済研究所は9月の物価(EU基準CPI)(速報値)が前年比1.5%上昇と発表した[490]。
  -  中国の中央銀行は政策金利(7日物の短期金利)を0.2%引き下げ、1.5%とした。預金準備率も0.5%引き下げた[491]。
  -  アメリカ合衆国で8月の物価(PCE価格指数)が前年比2.2％上昇と報道された。コアPCE価格指数は2.7％上昇[492]。
  -  アメリカ合衆国株式市場のダウ平均株価は過去最高の42,313.00ドルで終えた[493]。
  -  ドイツ株式市場のドイツ株価指数(DAX)は過去最高の19,473.63で終えた。欧州株のストックス600は過去最高の528.08で終えた[494]。
  -  ブラジルの地理統計院は6-8月の失業率が過去最低(統計開始2012年)の6.6%と発表した。3―5月は7.1%[495]。
- 30日
  -  イギリスの国立統計局は4-6月の国内総生産(確報値)が前年比で0.7%増と発表した[496]。
  -  インドの中央銀行は4-6月の経常収支が97億ドルの赤字(GDPの1.1%)と発表した。民間送金収入は295億ドル[497]。
  -  中国株式市場のCSI300指数は1日で8.48%上昇し、4,017.855で終えた。本土市場は国慶節のため10月1日〜7日休場[498]。
  -  アメリカ合衆国株式市場のS&P500は過去最高の5,762.48で終えた[499]。

### 10月
- 1日 -  日本の総務省は8月の失業率が2.5%と発表した。前月から0.2ポイント改善。就業者数は前月に比べて25万人増加。15歳から64歳の就業率は過去最高(統計開始1968年)の79.8%[500]。
- 2日 -  イタリア統計局は8月の失業率が6.2%と発表した。2007年9月以来の低水準。前月は6.4%(改定値)[501]。
- 3日
  -  スイスの連邦統計局は9月の物価(CPI)が前年比0.8%上昇と発表した[502]。
  -  トルコ統計局は9月の物価(CPI)が前年比49.38%上昇と発表した。前月比2.97%上昇[503]。
- 4日
  -  アメリカ合衆国の労働省は9月の失業率が4.1%と発表した。前月は4.2%。非農業部門雇用者数は前月比25.4万人増。賃金は前年比4.0%上昇[504]。
  -  アメリカ合衆国株式市場のダウ平均株価は過去最高の42,352.75ドルで終えた[505]。
- 7日
  -  ベトナムの統計総局は7−9月の国内総生産が前年比7.4%増と発表した[506]。
  -  タイの商務省は9月の物価(CPI)が前年比0.61%上昇と発表した。食品とエネルギーを除くと0.77%上昇[507]。
  -  インドと モルディブは通貨スワップ協定で合意したと発表した。規模は4億ドル/300億ルピー。インドは支援強化を約束[508]。
- 8日
  -  日本の財務省は8月の経常収支(速報値)が過去最高(統計開始1985年)の3兆8036億円の黒字と発表した。第1次所得収支は過去最高の4兆7006億円の黒字[509]。
  -  韓国の中央銀行は8月の経常収支(暫定値)が66億ドルの黒字と発表した[510]。
- 9日
  -  中華民国の行政院主計総処は9月の物価(CPI)が前年比1.82%上昇と発表した。野菜と果物、エネルギー価格を除くと1.79%上昇[511]。
  - 来年11月からFTSE世界国債インデックスに 韓国の国債が追加されると報道された。韓国政府予想では、国債市場に最大80兆ウォンが流入[512]。
  -  ニュージーランドの中央銀行は政策金利を0.5%下げ4.75%とした[513]。
- 10日
  -  トルコの統計局は8月の失業率が8.5%と発表した。前年同月は9.2%[514]。
  -  アメリカ合衆国の労働省は9月の物価(CPI)が前年比2.4%上昇と発表した[515]。
  -  アルゼンチンの国家統計センサス局は9月の物価(CPI)が前年比209.0%上昇と発表した[516]。
  -  中国の中央銀行は5000億元規模の株式市場支援(スワップ制度)を発表した[517]。
- 11日
  -  アメリカ合衆国の労働省は9月の物価(PPI)が前年比1.8%上昇と発表した。8月は1.9%上昇[518]。
  - 9日までの1週間で 中国株の純流入は過去最高の390億ドルと報道された[519]。
  -  アメリカ合衆国株式市場のダウ平均株価は過去最高の42,863.86ドルで終えた。S&P500は過去最高の5,815.03で終えた[520]。
  -  韓国の中央銀行は政策金利を0.25%引き下げ、3.25%とした。利下げは4年5カ月ぶり[521]。
- 13日 -  中国国家統計局は9月の物価(CPI)が前年比では0.4%上昇と発表した。前月は0.6%上昇。食品とエネルギーを除くと0.1%上昇。生産者物価指数は2.8%下落[522]。
- 14日 -  インドの統計当局は9月の物価(CPI)が前年比5.49%上昇と発表した。先月は3.65%上昇[523]。
- 15日
  -  カナダ統計局は9月の物価(CPI)が前年比1.6%上昇と発表した。前月は2.0%上昇[524]。
  -  アメリカ合衆国のボーイングは最大250億ドルを調達すると発表した。今後3年間で株式や社債などを発行する[525]。
- 16日
  -  韓国の統計庁は9月の失業率が2.1%と発表した。前年同月は2.3%。就業者数は前年同月比14.4万人増[526]。
  -  イギリスの国立統計局は9月の物価(CPI)が前年比1.7%上昇と発表した。エネルギー、食品、アルコール、たばこを除くと3.2%上昇[527]。
  -  タイの中央銀行は政策金利を0.25%引き下げ2.5％とした[528]。
- 17日
  -  オーストラリアの連邦統計局は9月の失業率が4.1%と発表した。労働参加率は過去最高の67.2%[529]。
  -  チリの中央銀行は政策金利を0.25%引き下げ5.25%とした[530]。
  - 欧州中央銀行は政策金利を0.25%引き下げた[531]。
  -  中国の住宅都市農村建設相は住宅プロジェクトの融資規模を4兆元に増やすと発表した[532]。
- 18日
  - 欧州中央銀行は8月のユーロ圏経常収支の黒字が315億ユーロと発表した[533]。
  -  日本の総務省は9月の物価(コアCPI)が前年比2.4%上昇と発表した。生鮮食品およびエネルギーを除くと2.1%上昇[534]。
  -  アメリカ合衆国ニューヨークで金先物価格が過去最高値2,730.0ドルとなった[535]。
  -  アメリカ合衆国株式市場のダウ平均株価は過去最高の43,275.91ドルで終えた。S&P500は過去最高の5,864.67で終えた[535]。
  -  中国の中央銀行は8,000億元規模の株式市場支援(スワップ制度と再貸出制度)を発表した[536]。
  -  ドイツ株式市場のドイツ株価指数(DAX)は過去最高の19,657.37で終えた[537]。
- 21日 -  中国の中央銀行は最優遇貸出金利を0.25%引き下げた[538]。
- 22日
  -  香港の政府統計処は3月の物価(総合CPI)が前年比2.2％上昇と発表した。前月は2.5％上昇[539]。
  -  アメリカ合衆国ニューヨークで金先物価格が過去最高値2,759.8ドルとなった[540]。
- 23日
  -  南アフリカ共和国統計局は9月の物価(CPI)が前年比3.8%上昇と発表した。前月は4.4%上昇[541]。
  -  カナダの中央銀行は政策金利を0.5%引き下げ、3.75%とした[542]。
- 24日 -  韓国の中央銀行は7-9月の国内総生産(速報値)が前年比1.5%増と発表した[543]。
- 25日 -  ロシアの中央銀行は政策金利を2%引き上げ21%とした。インフレ率は8.4%[544]。
- 29日
  -  イギリスの財務相は最低賃金を2025年4月に6.7%引き上げると発表した[545]。
  -  アメリカ合衆国株式市場のナスダック総合は過去最高の18,712.75で終えた[546]。
- 30日
  -  アメリカ合衆国の商務省は7-9月の国民総生産(速報値)が前期比年率2.8%増と発表した。物価(GDPデフレータ)は1.8%上昇、物価(コアPCE)は2.2%上昇[547]。
  - 欧州連合の統計局は7-9月のユーロ圏域内総生産(速報値)が前期比年率1.5％増と発表した[548]。
  -  オーストラリアの統計局は7-9月の物価(CPI)が前年比2.8%上昇と発表した。CPIの中銀トリム平均値は3.5%上昇[549]。
  -  アメリカ合衆国ニューヨークで金先物価格が過去最高値2,800.8ドルとなった[550]。
- 31日
  -  サウジアラビアの統計総局は7-9月の国内総生産(速報値)が前年比2.8%増と発表した。非石油部門は4.2%増[551]。
  -  中華民国(台湾)の主計総処は7-9月の域内総生産(速報値)が前年比3.97%増と発表した[552]。
  -  香港政府は7-9月の域内総生産(速報値)が前年比1.8%増と発表した。7四半期連続増[553]。
  -  ブラジルの地理統計院は7-9月の失業率が6.4%と発表した。史上2番目に低い水準。4-6月期の6.9%[554]。
  - 欧州連合は10月のユーロ圏の物価(HICP)(速報値)が前年比2.0%上昇と発表した。食品とエネルギー価格を除くと2.7%上昇。9月の失業率は6.3%[555]。
  -  アメリカ合衆国の商務省は9月の物価(PCE)は2.1%上昇と発表した。食品とエネルギー成分を除くと2.7%上昇[556]。

### 11月
- 1日
  -  アメリカ合衆国の労働省は10月の失業率が4.1%と発表した。前月は4.1%。非農業部門雇用者数は前月比1.2万人増。賃金は4.0%上昇[557]。
  -  スイスの連邦統計局は10月の物価(CPI)が前年比0.6%上昇と発表した[558]。
  -  インドネシア統計局は10月の物価(CPI)が前年比1.71%上昇と発表した。コアインフレ率は2.21%[559]。
  -  アルゼンチンの中央銀行は政策金利を5%引き下げ35％とした[560]。
- 4日 -  トルコ統計局は10月の物価(CPI)が前年比48.58%上昇と発表した[561]。
- 5日
  -  インドネシアの統計局は7-9月の国内総生産が前年比4.95%増と発表した。4-6月は5.05%増[562]。
  -  韓国統計局は10月の物価(CPI)が前年比1.3%上昇と発表した。食品とエネルギーを除外すると1.8%上昇[563]。
- 7日
  -  フィリピンの統計局は7-9月の国内総生産が前年比前年比5.2%増と発表した。4-6月は6.4%増[564]。
  -  韓国の中央銀行は9月の経常収支(速報値)が111.2億ドルの黒字と発表した。5カ月連続で黒字[565]。
  -  日本の厚生労働省は9月の実質賃金(速報値)が前年比0.1%減と発表した。2カ月連続のマイナス。物価(消費者物価指数)は2.9%[566]。
  -  メキシコの国立統計地理情報院は10月の物価(CPI)が前年比4.76%上昇と発表した。エネルギーや食品を除くと3.80%上昇[567]。
  -  タイの商務省は10月の物価(CPI)が前年比0.83%上昇と発表した。食品とエネルギーを除くと0.77%上昇[568]。
  -  ベトナム統計総局は10月の物価(CPI)が前年比2.89%上昇と報道された[569]。
  -  イギリスの中央銀行は政策金利を0.25%引き下げ4・75%とした。9月の消費者物価指数は前年比1・7%上昇[570]。
  -  ペルーの中央銀行は政策金利を0.25%引き下げ5%とした。10月の物価(CPI)は前年比2%上昇[571]。
  -  アメリカ合衆国の中央銀行は政策金利を0.25%引き下げ4.5～4.75％とした。9月の消費者物価指数は前年比2.4%上昇[572]。
  - ビットコインは過去最高値を更新し、7万6,000ドルに到達した[573]。
- 8日
  -  中国の財政相は地方政府の簿外債務「隠れ債務」に対し10兆元規模の対策を発表した[574]。
  -  アメリカ合衆国株式市場のダウ平均株価は過去最高の43,988.99ドルで終えた。ナスダック総合は過去最高の19,286.78で終えた。S&P500は過去最高の5,995.54で終えた[575]。
  -  カナダの統計局は10月の失業率が6.5%と発表した。雇用者数は1.45万人増。時給は前年比4.9%上昇[576]。
- 9日 -  中国国家統計局は10月の物価(CPI)が前年比では0.3%上昇と発表した。食品とエネルギーを除くと0.2%上昇。生産者物価指数は2.9%下落[577]。
- 11日
  -  日本の財務省は9月の経常収支が1兆7171億円の黒字と発表した。第一次所得収支は2兆7745億円の黒字[578]。
  -  アメリカ合衆国株式市場のダウ平均株価は過去最高の44,4293.13ドルで終えた。ナスダック総合は過去最高の19,298.76で終えた。S&P500は過去最高の6,001.35で終えた[579]。
- 12日
  -  南アフリカ共和国統計局は7-9月の失業率が32.1%と発表した。4−6月は33.5%[580]。
  -  イギリスの国立統計局は7-9月の実質賃金(ボーナスを除く)が前年比4.8%と発表した。2年ぶりの低い伸び[581]。
- 13日
  -  韓国の統計庁は10月の失業率が2.3%と発表した。前年同月は2.1%。就業者数は前年同月比8.3万人増[526]。
  -  オーストラリアの統計局は7-9月の賃金(WPI)が前年比3.5%増と発表した。2022年10-12月以来の低水準[582]。
  -  アメリカ合衆国で10月の物価(CPI)が前年比2.6％上昇と報道された。食品とエネルギーを除くと3.3％上昇[583]。
  -  日本の中央銀行は10月の物価(企業物価指数)(速報値)が前年比3.4%上昇と発表した[584]。
  -  ロシアの連邦国家統計局は7-9月の国内総生産(速報値)が前年比3.1%増と発表した。消費者物価指数は前年比で7月9.13%上昇、8月9.05%上昇、9月8.63%上昇[585]。
- 14日
  -  オーストラリアの連邦統計局は10月の失業率が4.1%と発表した。就業率は67.1%[586]。
  - ビットコインは9万ドルを突破し、93,462ドルまで上昇と報道された[587]。
  -  メキシコの中央銀行は政策金利を0.25%引き下げ10.25%とした[588]。
- 15日
  -  日本の内閣府は7-9月の国内総生産(速報値)成長率が年率換算で0.9%増と発表した。物価(GDPデフレーター)は2.5%上昇[589]。
  -  イギリスの国立統計局は7-9月の国内総生産(速報値)が前期比0.1%増と発表した[590]。
  -  スイスの政府は7-9月の国内総生産(速報値)が前期比0.2%増と発表した[591]。
  -  マレーシアの中央銀行は7-9月の国内総生産が前年比5.3%増と発表した[592]。
  -  トルコの9月の失業率が8.6%と報道された。前年同月は9.1%[593]。
- 18日 -  タイの国家経済社会開発評議会は7-9月の国内総生産が前年比3.0％増と発表した[594]。
- 19日 - 欧州中央銀行は9月のユーロ圏経常収支の黒字が370億ユーロと発表した[595]。
- 20日
  -  イギリスの国立統計局は10月の物価(CPI)が前年比2.3%上昇と発表した。エネルギー、食品、アルコール、たばこを除くと3.3%上昇[596]。
  -  南アフリカ共和国統計局は10月の物価(CPI)が前年比2.8%上昇と発表した。前月は3.8%上昇[597]。
- 21日 -  アメリカ合衆国の政府は ロシアの銀行50行前後(ガスプロムバンクを含む)に制裁を科したと、報道された[598]。
- 22日
  -  シンガポールの貿易産業省は7-9月の国内総生産(改定値)が前年比5.4%増と発表した[599]。
  -  アメリカ合衆国株式市場のダウ平均株価は過去最高の44,296.51ドルで終えた[600]。
- 27日
  -  オーストラリアの統計局は10月の物価(CPI)が前年比2.1%上昇と発表した。CPIの中銀トリム平均値は3.5%上昇[601]。
  -  ロシアルーブルは対ドルで2022年3月以来のルーブル安、108ルーブル台を付けたと、報道された[598]。
  -  ニュージーランドの中央銀行は政策金利を0.5%下げ4.25%とした[602]。
- 28日
  -  アメリカ合衆国で10月の物価(PCE価格指数)が前年比2.3％上昇と報道された。食品とエネルギーを除くと2.8％上昇[603]。
  -  韓国の中央銀行は政策金利を0.25%引き下げ、3%とした[604]。
- 29日
  -  カナダの統計局は7-9月の国内総生産が年率換算で1.0%増と発表した[605]。
  -  トルコの統計庁は7-9月の国内総生産が前年比2.1%増と発表した[606]。
  -  日本の総務省は10月の失業率が2.5%と発表した。前月から0.1ポイント上昇。就業者数は前月に比べて16万人増加[607]。
  -  ドイツの連邦雇用庁は11月の失業率が6.1%と発表した。前月は6.1％[608]。
  -  アメリカ合衆国株式市場のダウ平均株価は過去最高の44,910.65ドルで終えた。S&P500は過去最高の6,032.38で終えた[609]。

### 12月
- 2日
  - 欧州委員会統計局は10月の失業率は6.3%と発表した[610]。
  -  日本の財務省は2024年(訂正)7-9月の法人企業統計で設備投資額が前年比8.1%増と発表した。14四半期連続プラス。売上高は7-9月として過去最高の377.3兆円で2.6%増収、3.3%減益[611]。
  -  中国の10年債利回りが一時過去最低の1.9750%と報道された。30年債は2.16%[612]。
- 3日 -  ブラジルの地理統計院は7-9月の国内総生産が前年比では4.0%増と発表した[613]。
- 4日
  -  オーストラリアの統計局は7-9月の国内総生産が前年比で0.8%増と発表した[614]。
  -  タイの商務省は11月の物価(CPI)が前年比0.95%上昇と発表した。食品とエネルギーを除くと0.80%上昇[615]。
  -  アメリカ合衆国株式市場のダウ平均株価は過去最高の45,014.04ドルで終えた[616]。
- 5日
  -  中華民国の行政院主計総処は11月の物価(CPI)が前年比2.08％上昇と発表した。野菜と果物、エネルギー価格を除くと1.74％上昇[617]。
  - ビットコインは10万ドルを突破し、10.3万ドルを超えた[618]。
  -  アルゼンチンの中央銀行は政策金利を3%引き下げ32%とした[619]。
- 6日
  -  韓国の中央銀行は10月の経常収支(速報値)が97.8億ドルの黒字と発表した。6カ月連続で黒字[620]。
  -  日本の厚生労働省は10月の実質賃金(速報値)が前年比横ばいと発表した。物価(消費者物価指数)の伸び率は2.6%[621]。
  - 報道によると ベトナムの統計総局は11月の物価(CPI)が前年比2.77％上昇した[622]。
  -  アメリカ合衆国株式市場のナスダック総合は過去最高の19,859.77で終えた。S&P500は過去最高の6,090.27で終えた[623]。
  -  ドイツ株式市場のドイツ株価指数(DAX)は過去最高の20,384.61で終えた[624]。
  -  日本の総務省は10月の消費支出が前年比前年比1.3%減と発表した。3カ月連続の減少[625]。
  -  カナダの統計局は11月の失業率が6.8%と発表した。時給は前年比3.9%上昇[626]。
- 9日
  -  日本の内閣府は7-9月の国内総生産(2次速報)が年率換算前期比で1.2%増と発表した[627]。
  -  日本の財務省は10月の経常収支が2兆4569億円の黒字と発表した。第一次所得収支は3兆2541億円の黒字[628]。
- 11日
  -  韓国の統計庁は11月の失業率が2.2%と発表した。前年同月は2.3%。就業者数は前年同月比2.1万人減[629]。
  -  トルコの10月の失業率が8.8%と報道された。前年同月は8.5%[630]。
  -  アメリカ合衆国の労働省は11月の物価(CPI)が前年比2.7%上昇と発表した。食品とエネルギーを除くと3.3%上昇[631]。
  -  ブラジルの中央銀行は政策金利を1%引き上げ12.25%とした[632]。
  -  カナダの中央銀行は政策金利を0.5%引き下げ、3.25％とした[633]。
  -  アメリカ合衆国株式市場のナスダック総合は過去最高の20,034.89で終えた[634]。
- 12日
  -  オーストラリアの統計局は11月の失業率が3.9%と発表した[635]。
  -  スイスの中央銀行は政策金利を0.5%引き下げ0.5%とした[636]。
  - 欧州中央銀行は政策金利を0.25%引き下げ3%とした[637]。
  -  中国の10年債利回りが一時過去最低の1.805%と報道された。米国債との金利差は過去22年で最大[638]。
  -  ドイツ株式市場のドイツ株価指数(DAX)は過去最高の20,426.27で終えた[639]。
- 13日
  -  インドの統計当局は11月の物価(CPI)が前年比5.5％上昇と発表した。先月は6.2％上昇[640]。
  -  ロシアの連邦国家統計局は7-9月の国内総生産が前年比3.1%増と発表した。物価(GDPデフレータ)は6.6％上昇[641]。
- 15日 -  イギリスがCPTPPに加盟した[642]。
- 16日 -  日本福岡証券取引所が特定取引所金融商品市場（いわゆる「プロ投資家向け市場」）であるFukuoka PRO Marketを開設[643][644]。
  -  アメリカ合衆国株式市場のナスダック総合は過去最高の20,173.89で終えた[645]。
- 17日 -  香港政府統計処は9-11月の失業率が3.1％と発表した。8-11月からの横ばい[646]。
- 18日
  -  アメリカ合衆国の商務省は7-9月の経常収支赤字が過去最高の3109億ドルと発表した。国内総生産の4.2%[647]。
  -  アメリカ合衆国の中央銀行は政策金利を0.25%引き下げた[648]。
- 19日
  -  アメリカ合衆国の商務省は7-9月の国民総生産(確報値)が前期比年率3.1%増と発表した。物価(GDPデフレータ)は	1.8%上昇、物価(コアPCE)は2.2%上昇[547]。
  -  韓国ウォンは対ドルで15年9カ月ぶりのウォン安値、一時1,450ウォン台となった[649]。
  -  メキシコの中央銀行は政策金利を0.25%引き下げ10%とした[650]。
- 20日
  -  日本の総務省は11月の物価(コアCPI)が前年比2.7%上昇と発表した[651]。
  -  アメリカ合衆国の商務省は11月の物価(PCE)が前年比2.4%上昇と発表した。食品とエネルギーを除くと2.8%上昇[652]。
  -  中国の10年債利回りが一時過去最低の1.695%と報道された。米国債との金利差は過去24年で最大。1年債利回りは一時0.99%[653]。
- 23日
  -  イギリスの国立統計局は7-9月の国内総生産(確報値)が前期比横ばいと発表した。速報値は0.1%増だった[654]。
  -  中華民国の行政院主計総処は11月の失業率(季節調整後)が3.41%と発表した。半年ぶり低水準[655]。
- 24日
  -  日本の厚生労働省は10月の実質賃金が前年比0.4%減と発表した。減少は3カ月連続[656]。
  -  中国の当局は2025年に3兆元の特別国債を発行すると報道された。消費促進、企業の設備更新、技術革新支援に充てる[657]。
- 26日 -  トルコの中央銀行は政策金利を2.5%下げ47.5%とした[658]。
- 27日 -  日本の総務省は11月の失業率が2.5%と発表した。前月から横ばい。就業者数は前月に比べて10万人増加[659]。

## 予定

### 全般・時期未定
- 経済協力開発機構は、この年の世界の国内総生産の伸び率を前年より0.2ポイント低い2.5パーセントと予測している[660]。

### 1月
- 1月15日から1月19日 - 世界経済フォーラムがスイスのダボスで開催される[661]。

### 2月
- 2月28日から2月29日 - G20による財務相・中央銀行総裁会議がブラジルのサンパウロで開催される[661]。

### 4月
- 4月15日から4月21日 - 世界銀行・国際通貨基金の春季総会がアメリカ合衆国のワシントンD.C.で開催される[661]。
- 4月18日 - G20による財務相・中央銀行総裁会議がアメリカ合衆国のワシントンD.C.で開催される[661]。

### 5月
- アジア太平洋経済協力の貿易相会合がペルーのアレキパで開催される[661]。

### 7月
- 7月25日から7月26日 - G20による財務相・中央銀行総裁会議がブラジルのリオデジャネイロで開催される[661]。

### 9月
- 9月14日 - G20のデジタル経済相会合がペルーのアレキパで開催される[661]。
- アジア太平洋経済協力の中小企業相会合がペルーのアレキパで開催される[661]。

### 10月
- 10月24日 - G20による財務相・中央銀行総裁会議がアメリカ合衆国のワシントンD.C.で開催される[661]。
- 10月24日 - G20による貿易相・投資相会合がブラジルのブラジリアで開催される[661]。
- 10月25日から10月27日 - 世界銀行・国際通貨基金の年次総会がアメリカ合衆国のワシントンD.C.で開催される[661]。
- アジア太平洋経済協力の財務相会合がペルーのリマで開催される[661]。

## 企業の上場と上場廃止
- 廃止（東証スタンダード）：1月6日 - プロルート丸光 ※2023年12月5日付で大阪地方裁判所に会社更生法を申請したことによる[662]
- 廃止（東証スタンダード）：3月18日 - シダックス ※経営陣による自社買収（MBO）を経て食品宅配大手・オイシックス・ラ・大地傘下入りに伴う上場廃止[663][664]
- 廃止（東証スタンダード）：4月9日 - 大正製薬ホールディングス ※オーナー家による株式公開買い付け（TOB）成立による[663][665][666]
- 廃止（札証本則市場）：4月11日 - 北弘電社 ※三菱電機の完全子会社化に伴う上場廃止[667]
- 廃止（東証スタンダード）：4月23日 - アルデプロ ※内部管理体制の改善の見込みがなくなった事による[668]
- 廃止（東証プライム）：5月17日 - ベネッセホールディングス ※経営陣によるMBO成立による[663][669]
- 上場（NASDAQ）：6月27日 - WEBTOON Entertainment[670]
- 廃止（東証グロース）：6月27日 - サマンサタバサジャパンリミテッド ※紳士服販売大手・コナカの完全子会社化に伴う上場廃止[671]
- 上場（東証スタンダード・名証メイン）：7月23日 - フィットイージー[672]
- 廃止（東証プライム）：7月24日 - ローソン ※KDDIによるTOB成立による[663][673]
- 廃止（東証グロース）：8月23日 - グッドスピード ※宇佐美鉱油の完全子会社化に伴う上場廃止[674]
- 廃止（東証プライム）：9月27日 - 永谷園ホールディングス ※経営陣によるMBOのため実施したTOB成立による[675][676]
- 上場（東証スタンダード）：10月16日 - 日水コン[677]
- 上場（東証プライム）：10月23日 - 東京地下鉄（東京メトロ）[678][679]
- 上場（東証グロース）：11月29日 - テラドローン[680]
- 上場（東証プライム）：12月18日 - キオクシアホールディングス[681]
- 上場（東証スタンダード）：12月25日 - アルピコホールディングス[682]
- 廃止（東証グロース）：12月28日 - 日本電解 ※2024年11月27日付で東京地方裁判所に民事再生法を申請したことによる[683][684]